# Spanish Lookout
Spanish Lookout is een plaats in Belize in Midden-Amerika. De plaats is in 1958 gesticht door mennonitische kolonisten uit Rusland. Het dorp heeft circa 2.000 inwoners.
Landbouw is de belangrijkste bestaansbron voor de dorpelingen, echter sinds 2006 wordt in de omgeving ook naar olie geboord.

## Externe links

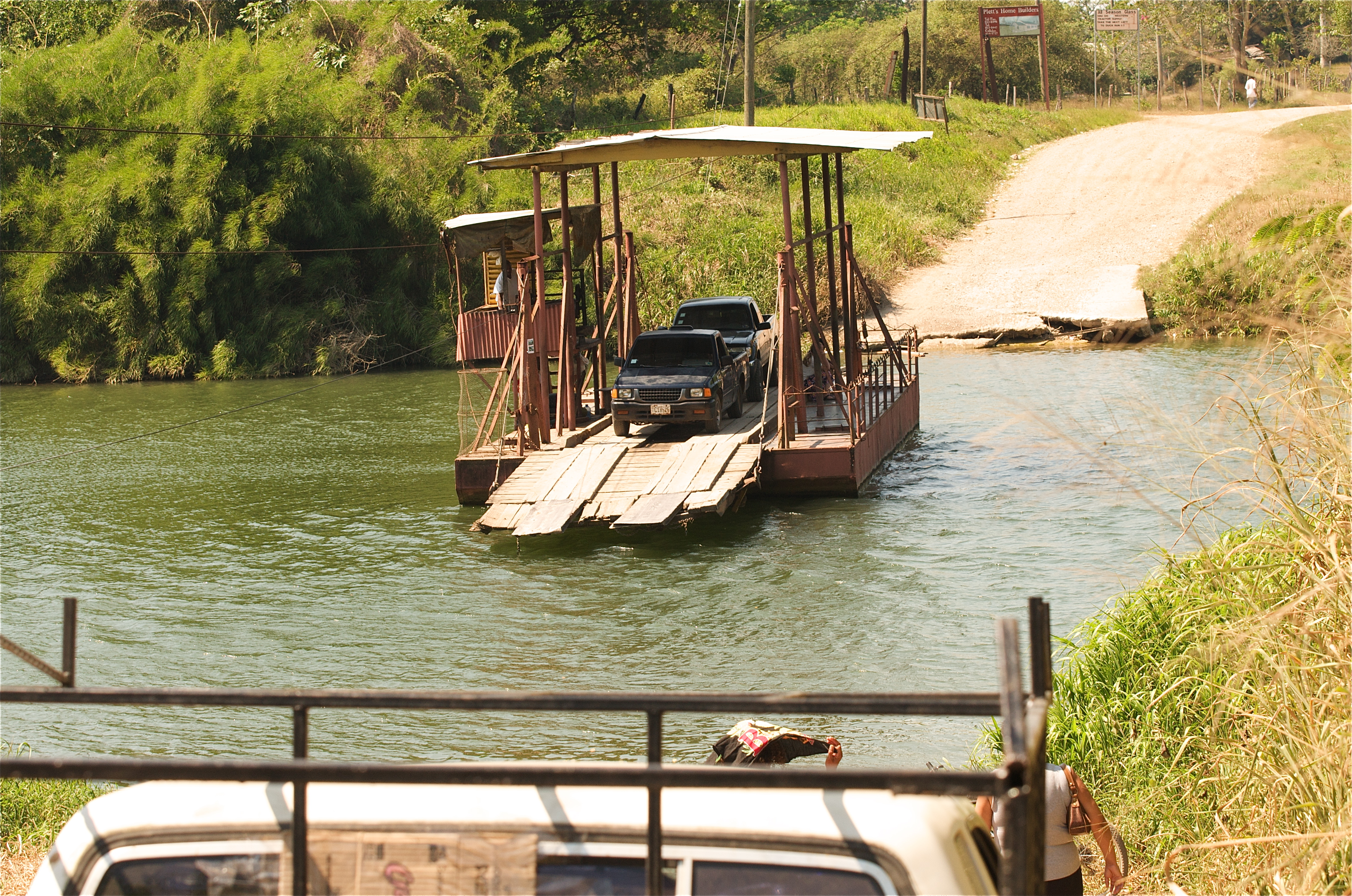
Veerboot naar het dorp